# Кир'яківка
Кир'я́ківка (також Кириаківка) — село в Україні, у Веснянській сільській громаді Миколаївського району Миколаївської області. Населення становить 1223 осіб. Колишній орган місцевого самоврядування — Кир'яківська сільська рада.

## Історія
Перші офіційні згадки про населений пункт, який знаходився неподалік сучасного села Кир'яківка, знайдені на польській карті, котру склав відомий італійський картограф Джованні Антоніо Ріцці Дзанноні у 1767 році. На той час ця територія належала Османській Імперії. На ній ми можемо бачити поселення ногайських Узун-Кьой (з ногайської мови - "довге село"). 
Станом на 1886 у селі Петрівської волості Одеського повіту Херсонської губернії мешкало 269 особи, налічувалось 53 дворових господарства, існувала школа.
7 (20) листопада 1917 року, відповідно до Третього Універсалу Української Центральної Ради, увійшло до складу Української Народної Республіки.  

## Відомі люди
- Гуссіді Сергій Миколайович (1981—2022) — лейтенант Збройних сил України, учасник російсько-української війни.
- Кир'яков Михайло Михайлович (1810—1839) — історик-аматор та публіцист.